# Maurício de Medeiros
Maurício Campos de Medeiros (Rio de Janeiro, 14 de julho de 1885 — Rio de Janeiro, 23 de julho de 1966) foi um médico, jornalista e político brasileiro.
Em agosto de 1955 tomou posse na cadeira 38 da Academia Brasileira de Letras.
Foi nomeado ministro da Saúde pelo presidente Nereu Ramos, de 21 de novembro de 1955 a 31 de janeiro de 1956, mantido no cargo pelo presidente Juscelino Kubitschek, permanecendo até 3 de julho de 1958.

## Biografia

Posse na Academia Brasileira de Letras.

Maurício Campos de Medeiros é irmão mais novo de Medeiros e Albuquerque, outro pioneiro da psicologia no Brasil. Filho de Joaquim José de Campos da Costa de Medeiros e Albuquerque e Maria Carolina Ribeiro de Medeiros. Diplomado em farmácia em 1903 e médico pela Universidade de Medicina do Rio de Janeiro.
Frequentou cursos especializantes em medicina na Europa e ao retornar esteve ligado ao Pedagogium, foi professor de Psicologia na Escola Normal do Distrito Federal e, posteriormente, catedrático de Fisiologia e Patologia Geral na Universidade de Medicina do Rio de Janeiro e médico-psiquiatra do Hospital dos Alienados. Depois de formado substituiu o irmão em uma seção diária da Gazeta de Notícias, iniciando sua carreira na imprensa. Em 1924 foi redator-chefe do Diário de Medicina. Em 1946 assumiu a direção do Instituto de Psiquiatria da mesma faculdade. Em 1950 foi chefe da delegação brasileira no 1.º Congresso Mundial de Psiquiatria. era favorável á adoção da Lei Seca no Brasil. Para Medeiros, o alcoolismo era um dos principais motivadores da criminalidade. 
Escreveu tese sobre Os supranormais para a docência da Escola Normal, publicada em 1930. Na Faculdade de Medicina da Universidade do Brasil, hoje Universidade Federal do Rio de Janeiro - UFRJ, tomou a iniciativa de convidar Danilo Perestrello, docente livre mas de formação psicanalítica, para dar um curso centrado na Psicanálise. 
Procurou aprimorar sua formação psicológica frequentando os cursos de George Dumas na Sorbonne, assim como Manoel do Bomfim. Instalou o que ele próprio considerava o segundo laboratório de Psicologia Experimental no Brasil (o primeiro foi instalado por Bomfim). Produziu muitos livros ao longo de sua atividade docente e clínica, entre eles "Ciência Impura", publicado em 1928; "A Psicoterapia e Suas Modalidades", publicado em 1929; "Segredo Conjugal", de 1933; "Aspectos da Psicologia Infantil", editado pela José Olímpio em 1952 e "O Inconsciente Diabólico", publicado em 1964. O último focaliza uma série significativa de temas em que se revela o quanto Maurício de Medeiros estava atualizado e muito bem informado sobre o campo da Psicologia. Infelizmente, não há referências bibliográficas, o texto apresenta indicações de filósofos, como Hegel, e psicanalistas, como Susan Isaacs. Com base na obra dessa autora, apresenta Maurício de Medeiros, no primeiro capítulo, os dez mandamentos da educação infantil. Outro texto importante de Maurício de Medeiros é "Casamento e psiquiatria", no campo da Medicina Legal, publicado em 1952 em Anhembi.

## Obras Publicadas
1. "Ciência Impura" (1928)
2. "A Psicoterapia e Suas Modalidades" (1929)
3. "Segredo Conjugal" (1933)
4. "Aspectos da Psicologia Infantil" (1952)
5. "O Inconsciente Diabólico" (1964)